# Raman Pratasevič
Raman Pratasevič (bělorusky Раман Дзмітрыевіч Пратасевіч, Raman Dzmitryjevič Pratasevič, rusky Роман Дмитриевич Протасевич, Roman Dmitrijevič Protasevič, * 5. května 1995, Minsk) je bývalý běloruský novinář, fotograf, blogger a disident, kritik běloruského režimu Alexandra Lukašenka, zatčený během letu Ryanair 4978 za činnost v běloruské opozici. Dne 22. května 2023 byl propuštěn na základě milosti, kterou prezident podepsal 16. května.

## Život

### Studia a začátky žurnalistiky
Raman Pratasevič se již od svých 15 let zapojoval do protestů proti běloruskému režimu, zajímal se o žurnalistiku, a už tehdy se podle rodičů chtěl stát novinářem. Za účast na „tichém“ protestním shromáždění proti režimu byl 6. července 2011 zadržen, odsouzen k 10 a pak 15 dnům vězení, a vyloučen z lycea Běloruské národní technické univerzity. Ve studiu pokračoval na střední škole č. 94 v Minsku. Později byl vyloučen i z žurnalistického studijního programu na Běloruské státní univerzitě, když se o několik dní nestihl vrátit z devítiměsíčního studijního pobytu v Česku, kde získal stipendium Václava Havla; byla mu taktéž odepřena možnost opakovat zkoušku. Následně pracoval pro nezávislá média jako Rádio Svoboda nebo Euroradio a rok strávil na Donbasu, kde fotil a dokumentoval probíhající válku.

### Útěk ze země
V roce 2019 utekl Pratasevič ze země, nejprve i se svými rodiči do Polska, kde v roce 2020 zažádal o azyl. Tam od té doby působil jako šéfredaktor informačního kanálu Nexta na síti Telegram. Poté se přestěhoval do Litvy.
Kanál Nexta, který založil společně se Scjapanem Pucilou, byl jedním z hlavních zdrojů zpráv o protestech proti vládnoucímu režimu, které v Bělorusku vypukly po prezidentských volbách v roce 2020. Jelikož měl Pratasevič zdroje na ministerstvu a možná i v běloruské KGB, tak byl schopen se dostat k exkluzivním informacím. S několika kolegy na populární síti Telegram pak dávaly v létě lidem informace, jaké zásady dodržovat a co si vzít s sebou nebo kde se sejít tak, aby nebyly zadrženi policií nebo zmláceni. Podle Siarhieje Šupy z Rádia Svoboda tak byl Pratasevič jedním z největších informačních a⁠ mediálních⁠ nepřátel běloruského režimu, a proto byl podle něj hledán, dopaden a zatčen. Pratasevič i Pucila se v roce 2020 dostali na běloruský seznam lidí „zapojených do teroristických aktivit“. Pratasevič byl obviněn z extremismu, organizování masových nepokojů a sociální nenávisti.

### Zatčení v Minsku
V květnu 2021 Pratasevič navštívil Athény kvůli fotografování a účasti na ekonomické konferenci s představitelkou běloruské opozice Svjatlanou Cichanouskou. Už po příjezdu do Athén byl podle pozdějších informací řeckých tajných služeb sledován. 23. května 2021 potom nastoupil na let Ryanair 4978 na trase z Athén do litevského hlavního města Vilniusu, během něhož byl za dramatických okolností spolu se svou přítelkyní unesen. Běloruská armáda vyslala svou stíhačku, aby letadlo ve svém vzdušném prostoru zadržela. Běloruské úřady přinutily letadlo přistát v Minsku, kde byl Pratasevič i se svou přítelkyní zatčen. Úřad běloruského prezidenta Alexandra Lukašenka uvedl, že důvodem k odklonu letadla bylo podezření, že je na palubě bomba, žádná se však nenašla.
Zatčení Prataseviče a jeho partnerky následně vzbudilo silnou mezinárodní reakci, leteckou blokádu běloruských aerolinek na území EU a ekonomické sankce EU a USA. Událost začala vyšetřovat Mezinárodní organizace pro civilní letectví.
O den později, 24. května 2021, se Pratasevič objevil ve videu běloruské státní televize Belarus 1. Na čele měl viditelný šrám. Uvedl, že dozorci se k němu chovají korektně. Popřel potíže se srdcem, o kterých předtím hovořila jeho matka, a doznal se k organizování nepokojů.
Dne 3. června se Pratasevič potřetí od zadržení objevil na videu, které odvysílala běloruská státní televize. V 90minutovém videu se „z vlastní vůle“ doznal k organizování protivládních protestů a řekl, že respektuje vůdce Alexandra Lukašenka. Na konci rozhovoru se rozplakal a řekl, že se chce jednou oženit a mít děti.
| „                  | Okamžitě jsem přiznal svou vinu při organizování masivních neoprávněných akcí. (...) Hodně jsem kritizoval Alexandra Grigorjeviče Lukašenka, ale když jsem se začal víc zabývat politickými tématy, začal jsem chápat, že dělá správnou věc, a určitě ho respektuji. | “ |
| — Raman Pratasevič | |   |

Opozice a rodina Prataseviče jsou přesvědčeni, že se přiznal pod nátlakem po mučení. Otec uvedl, že by jeho syn nic podobného neřekl, že ho zlomili a donutili, aby řekl, co chtějí. Také české ministerstvo zahraničí označilo vystoupení za vynucené a zjevně zmanipulované. Běloruské úřady už dříve uvedly, že přiznání opozičníků jsou dobrovolná a Prataseviče označily za extrémistu, který podněcoval k násilí.
Dne 14. června 2021 se Raman Pratasevič vysmíval na schůzce běloruského ministerstva zahraničí šířením pověstí o údajném mučení a problémech se zdravím. Prohlásil, že je připraven podstoupit jakoukoliv lékařskou prohlídku. Na schůzce také Pratasevič řekl, že rozumí svým rodičům, kteří se stali nevědomě rukojmími polských úřadů a vyzval je, by se vrátili do Minsku.
Ráno 25. června 2021 Pratasevičovi příbuzní oznámili, že byl propuštěn do domácího vězení. Pratasevič od té doby žije spolu se svou přítelkyní v bytě s nepřetržitou ostrahou.
Dne 7. července 2021 byl Pratasevičovi povolen přístup k internetu.
V květnu 2022 oznámil Pratasevič, že se před delší dobou rozešel se svou přítelkyní Sofií Sapegou a je šťastně ženatý, jméno manželky neuvedl. V roce 2024 pracoval jako svářeč a v rozhovorech obhajoval situaci v Bělorusku. Z kritika prezidenta Lukašenka se stal jeho podporovatelem.

## Obvinění z terorismu na straně Ukrajiny na Donbasu

### Před únosem v květnu 2021
Ohledně Pratasovičově angažmá na Ukrajině ve válce Donbasu se začaly v srpnu 2020 šířit obvinění z terorismu v roce 2014, kdy na Donbase měl bojovat po boku ukrajinské armády. Tato obvinění se ještě umocnila po Pratasevičově zatčení v Minsku po únosu letadla v květnu 2021.
Běloruské noviny Bělorusko Segodnya například uvedly, že Pratasevič byl žoldák, který „bojoval na východní Ukrajině s nacionalistickým praporem Azov, který byl obviněn z neonacistických vazeb“, s využitím obálky časopisu praporu Azov z července 2015, údajně obsahující fotografii Prataseviče. Veterán Azovu pár dní nato prohlásil, že na titulní stránce není Pratasevič, ale Andrij Snitko padlý u Donbasu v roce 2014. Zakladatel Azovského praporu Andrij Bileckyj napsal, že Pratasevič „ve skutečnosti bojoval s Azovským praporem a dalšími jednotkami proti okupaci Ukrajiny jako novinář a jeho zbraní nebyl kulomet, ale slovo“ a že byl zraněn při ústupu ze Šyrokyne v roce 2015.
Telegramový kanál Žluté švestky, mající blízko k běloruským úřadům, zveřejnil fotografie údajně pocházející z Pratasevičova mobilního telefonu, na nichž byl vyobrazen ve vojenské uniformě a se zbraněmi v ruce. Prezident Lukašenko 26. května 2021 prohlásil na tiskovém mítinku, že Pratasevič „v bratrské Ukrajině zabíjel lidi“.

### Dezinformační kampaň proti Pratasevičovi po jeho únosu
Ihned po zatčení rozjely dezinformační zdroje proti Pratasevičovi kampaň s mnoha zkreslenými nebo zcela vymyšlenými informacemi bez žádných validních důkazů s cílem ho znevěrohodnit. Pratasevič byl vykreslovaný jako fanatik, pučista a terorista, kterého KGB zatkla ve snaze zabránit státnímu převratu. Opakovaně se objevovaly zprávy o napojení Prataseviče na ukrajinskou ultranacionalistickou scénu nebo o účasti v ukrajinském vojenském batalionu Azov. Objevila se i zpráva o napojení na CIA. Tyto informace začalo agresívně propagovat ihned po zatčení běloruské provládní zpravodajství nebo tamní oficiální kanály na síti Telegram. Následně je přebrala i česká dezinformační scéna, například server Aeronet, a obvinění se šířila i dezinformačními řetězovými e-maily. Většina těchto vymyšlených tvrzení se v různých variacích začala šířit nejprve z prokremelských účtů a následně i mimo ně.
Na půdě sněmovny dezinformace o příslušnosti Prataseviče k fašistům pronášel poslanec Lubomír Volný, kterému ve stejné době v souvislosti s nenávistnými projevy smazal Facebook jeho stránku, a který hovořil o desítkách fotografií s hajlujícím Pratasevičem. Na sociálních sítích se objevila jedna fotografie s dvěma hajlujícími mladíky, která to měla dokazovat. Jak ukázalo šetření webu Faktické info, jedná se přitom o fotografii, která se na webu objevila už v roce 2015 a ani jeden z mladíků na ní vyobrazených není Pratasevič.
Dezinformaci, kdy bylo Pratasovičovo angažmá válečného novináře ve válce na Ukrajině vykládáno jako bojové akce po boku batalionu Azov, rozebral web Meduza. Z šetření vyplývá, že k obvinění neexistují žádné důkazy a zakladatel Azovu Andrej Bileckij uvedl, že Pratasevič byl kameraman. Objevilo se také obvinění, že Pratasevič byl na titulní stránce jednoho z vydání věstníku Azovu, na dané fotografii je přitom vyobrazen padlý ukrajinský voják Andrij Snitko. Dne 27. května 2021 v souvislosti s tímto obviněním Luhanská lidová republika zahájila trestní řízení proti Pratasevičovi, v němž ho obvinila ze „spáchání řady zvlášť závažných zločinů, včetně ostřelování osad Doněcké lidové republiky, která způsobila smrt a zranění civilistů a zničení a poškození civilní infrastruktury.“ V obvinění se tvrdí, že Pratasevič byl členem praporu Azov a používal těžké zbraně, konkrétně protitankové dělo MT-12, houfnici D-30, minomety a protiletadlová děla.
Český dezinformační web Aeronet psal například o údajné manipulaci v pubertě neznámými lidmi vůči Pratasevičovi, která měla mít za následek vymytí mozku a rozchod s rodinou. Psalo se i o jeho příslušnosti k CIA. Jde přitom o vymyšlené zprávy, které jsou v souladu s ruským a běloruským narativem. Článek, z kterého Aeronet vycházel, vydala už 26. května anglická mutace ruského státního kanálu RT a následně se začaly tyto dezinformace lavinově šířit.
Aeronet také rozvíjel dezinformaci, že do údajného převratu v Bělorusku se zapojila také Česká republika a její tajné služby. Reakce Západu je údajně licoměrná, když Západ v minulosti nutil přistávat letadla z nezápadních zemí.

### Formální obvinění po únosu
Dne 27. května 2021 takzvaná Luhanská lidová republika zahájila trestní řízení proti Pratasevičovi, v němž ho obvinila ze „spáchání řady zvlášť závažných zločinů, včetně ostřelování osad takzvané Doněcké lidové republiky, které způsobily smrt a zranění civilistů a zničení a poškození civilní infrastruktury.“ V obvinění se tvrdí, že Pratasevič byl členem praporu Azov a používal těžké zbraně, konkrétně protitankové dělo MT-12, houfnici D-30, minomety a protiletadlová děla.

### Soud
Dne 3. května 2023 poslal regionální běloruský soud v Minsku Prataseviče na osm let do vězení. Spolu s bývalými kolegy z projektu Nexta byl obviněn ze spáchání nejméně 1586 trestných činů, mezi nimiž bylo například organizování masových nepokojů, výzvy k sankcím vůči Bělorusku, konspirace za účelem převratu nebo zapojení do extremistické skupiny a spiknutí za účelem převzetí moci. Zakladatele Nexty Scjapana Pucilu a bývalého redaktora telegramového kanálu Jana Rudzika podle nezávislého serveru Naša Niva soud v jejich nepřítomnosti poslal za mříže na 20, respektive 19 let. Již 22. května byl nicméně Pratasevič propuštěn na základě milosti prezidenta Lukašenka, kterou prezident podepsal o šest dní dříve.